# George Frampton

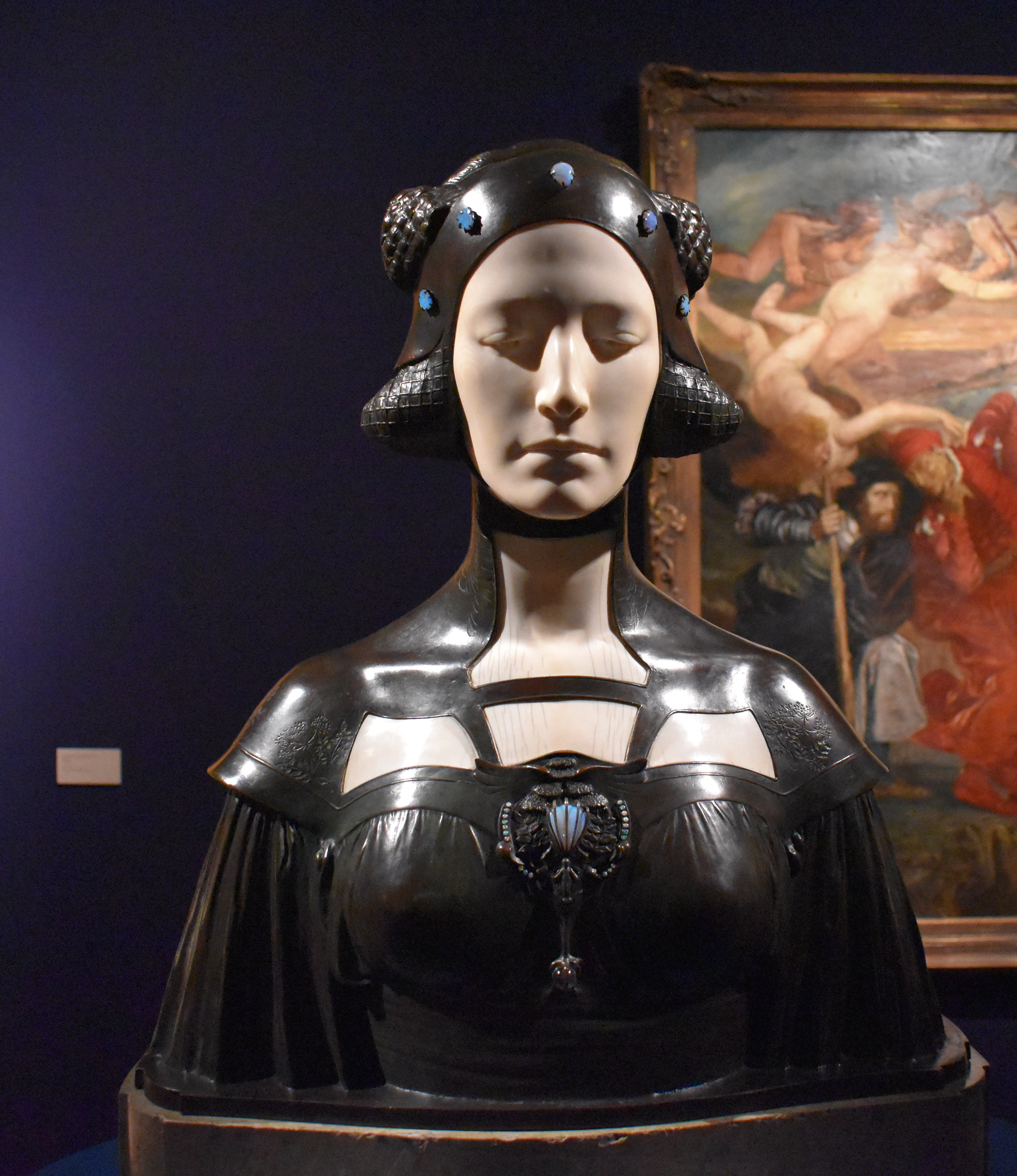
Lamia (1899-1900) - jedno z jego dzieł

Sir George James Frampton (ur. 18 czerwca 1860 w Londynie, zm. 21 maja 1928) – brytyjski rzeźbiarz.

## Życiorys
Jego ojciec był rzeźbiarzem i kamieniarzem. Karierę zaczynał jako rzeźbiarz w Hôtel de Ville w Paryżu. Powrócił do Londynu i uczył się pod kierownictwem Williama Silvera Fritha w South London Technical School of Art. W latach 1881–1887 chodził do Royal Academy Schools, gdzie zdobył stypendium. W trakcie nauki wyrzeźbił figurki z terakoty, które zostały zakupione przez Nową Zelandię. Po zakończeniu nauki w Royal Academy Schools studiował malarstwo w latach 1887-1890 w Paryżu pod kierownictwem Pascala Dagnana-Bouvereta i Gustave'a Courtois. W 1893 powrócił do Anglii i krótko pracował u Josepha Edgara Boehma. Przez rok był współkierownikiem Central School of Art and Design. W marcu 1893 poznał malarkę Christabel Cockerell i ją poślubił. W 1894 roku dostał tytuł doktora honoris causa. Dla Galerii Sztuki w Glassgow stworzył rzeźby. W Kalkucie zebrał fundusze na wyrzeźbienie pomniku królowej Wiktorii. W latach 1899–1900 rzeźbił Lamię łącząc głowę i szyję kością słoniową. Dla portlandzkiego portu wyrzeźbił figury kobiet reprezentujące handel oraz żeglugę. Po śmierci królowej Wiktorii dostał zlecenia na jej wyrzeźbienie w Leeds i St Helens. Jeszcze inny projekt wyrzeźbił w Newcastle, a pomnik odsłonił Edward VII. Po śmierci Georga Framtoma majątek w wysokości 70 316 funtów przejął jego syn Meredith.